# Apostolepis pymi
Apostolepis pymi — вид змій родини полозових (Colubridae). Ендемік Бразилії.

## Поширення і екологія
Apostolepis pymi мешкають в Бразильській Амазонії, в штатах Амазонас, Мату-Гросу, Рондонія, Сеара і Піауї.